# 翱翔真豹魴鮄
翱翔真豹魴鮄（学名：Dactylopterus  volitans）為輻鰭魚綱鮋形目飛角魚亞目飛角魚科的其中一種，是熱帶至溫帶的魚類，分佈在大西洋的兩岸，北至北卡羅萊納州及南至巴西，及由英倫海峽至安哥拉。
翱翔真豹魴鮄的胸鰭十分大及像扇子，前六枝棘分開像細小的鰭葉。牠們亦會在沙灘、泥漿或石澗出沒，以胸鰭下的部份來尋找食物。牠們主要是吃底棲區的甲殼類，尤其是蟹、蛤蜊及細小的魚類。牠們並沒有毒腺，可做為食用魚及觀賞魚。

## 外部連結
- http://www.gma.org/fogm/Dactylopterus_volitans.htm （页面存档备份，存于）
- http://filaman.ifm-geomar.de/Summary/SpeciesSummary.php?id=1021 （页面存档备份，存于）
- Froese, R. & Pauly, D. (eds.) (2007). Dactylopterus volitans. FishBase. Version 2007-Dec.

1. ↑  Carpenter, K.E.; Munroe, T. & Robertson, R. . The IUCN Red List of Threatened Species. 2015, 2015: e.T185182A1777936. doi:10.2305/IUCN.UK.2015-4.RLTS.T185182A1777936.en .